# Russell (hrabstwo Bayfield)
Russell – miasto w Stanach Zjednoczonych, w stanie Wisconsin, w hrabstwie Bayfield.